# Melitoma
Melitoma Lepeletier & Serville, 1828  — род пчёл, из трибы Emphorini семейства Apidae. Собирательные волоски образуют так называемую корзинку. 

## Распространение
Неотропика: от США и Мексики до Аргентины и Уругвая.

## Классификация
Известно около 10 видов.
- Melitoma ameghinoi (Holmberg, 1903)
- Melitoma bifax Vachal, 1909
- Melitoma grisella (Cockerell & Porter, 1899)
- Melitoma ipomoearum Ducke, 1913
- Melitoma marginella (Cresson, 1872)
- Melitoma nudicauda Cockerell, 1949
- Melitoma nudipes (Burmeister, 1876)
- Melitoma osmioides (Ducke, 1908)
- Melitoma segmentaria (Fabricius, 1804)
- Melitoma strenua (Holmberg, 1903)
- Melitoma taurea (Say, 1837)